# 广耳
广耳，又译奇耳、毗迦尔纳，印度古代史诗《摩诃婆罗多》人物。他是持国王与同甘陀利生下的俱卢百子之一，难敌的弟弟。

## 传说

### 早年
广耳同俱卢族余下的兄弟们一同师从德罗纳学习武艺。训练完成后，作为回报，德罗纳要求俱卢族为其带回般遮罗国王木柱王。俱卢族带领象城军队进攻般遮罗，最终被击退，广耳及余下的兄弟被迫逃离战场。

### 骰子赌局

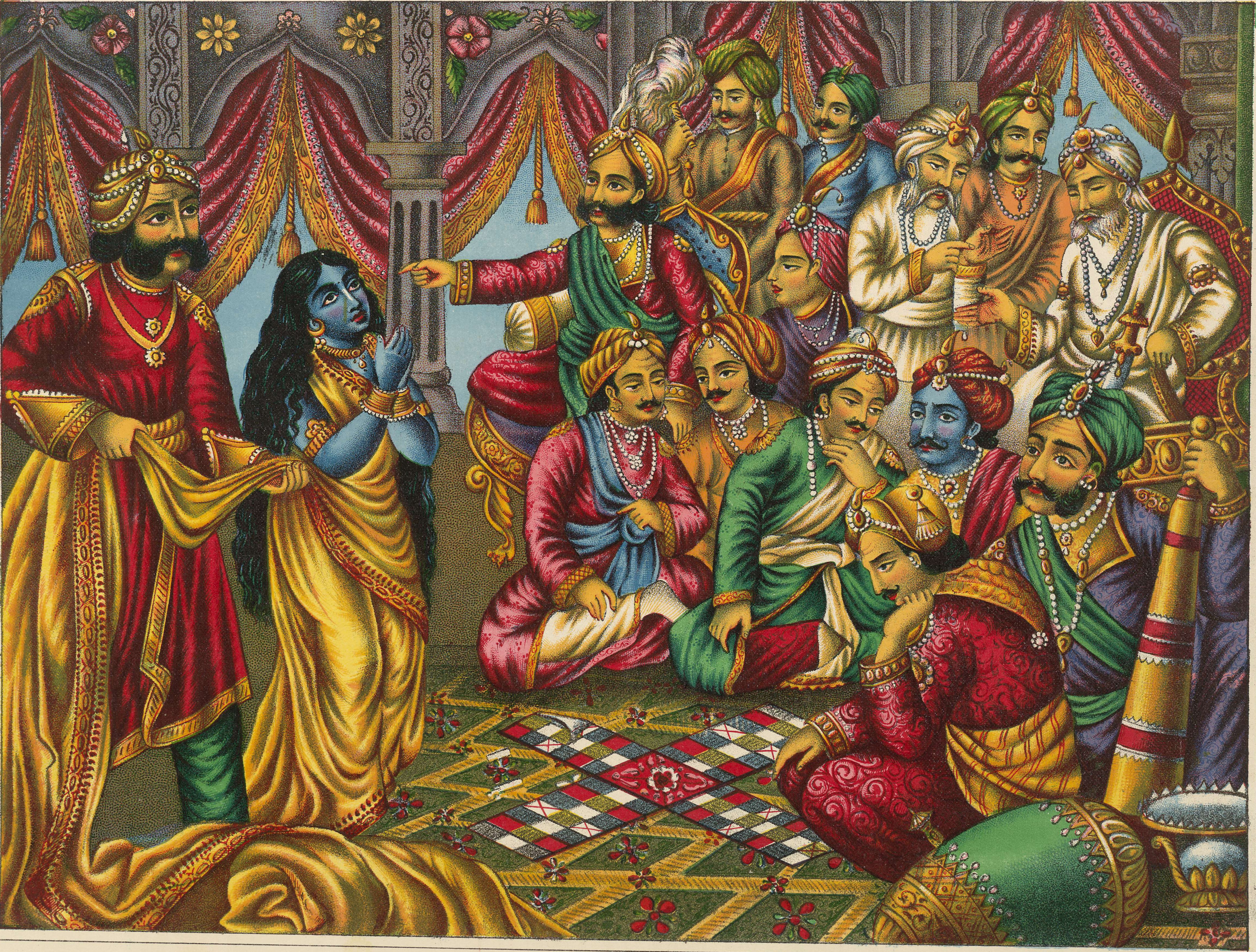
骰子赌局

在俱卢族与般度族的骰子赌局中，难敌和难降等兄弟对般度族的妻子黑公主施加侮辱、虐待，欲脱光她的衣物，引起广耳的反对和抗议。广耳认为这样的行为最终会导致己方的毁灭，多次进行干预，但以失败告终；最终，黑公主向奎师那求得无尽纱丽，才没有被脱光衣物。

### 俱卢之战
广耳虽然对诸兄长违背正法的行径憎恶不已，但出于对家族的忠诚而在大战中站在俱卢一方，最终战死沙场。怖军认为他是一位遵从正法的战士，但无奈于自己在骰子赌局上曾立下杀死俱卢百子的誓言，最终在杵战中将他杀死，之后因此悲痛欲绝。